# Claudio Zanetti

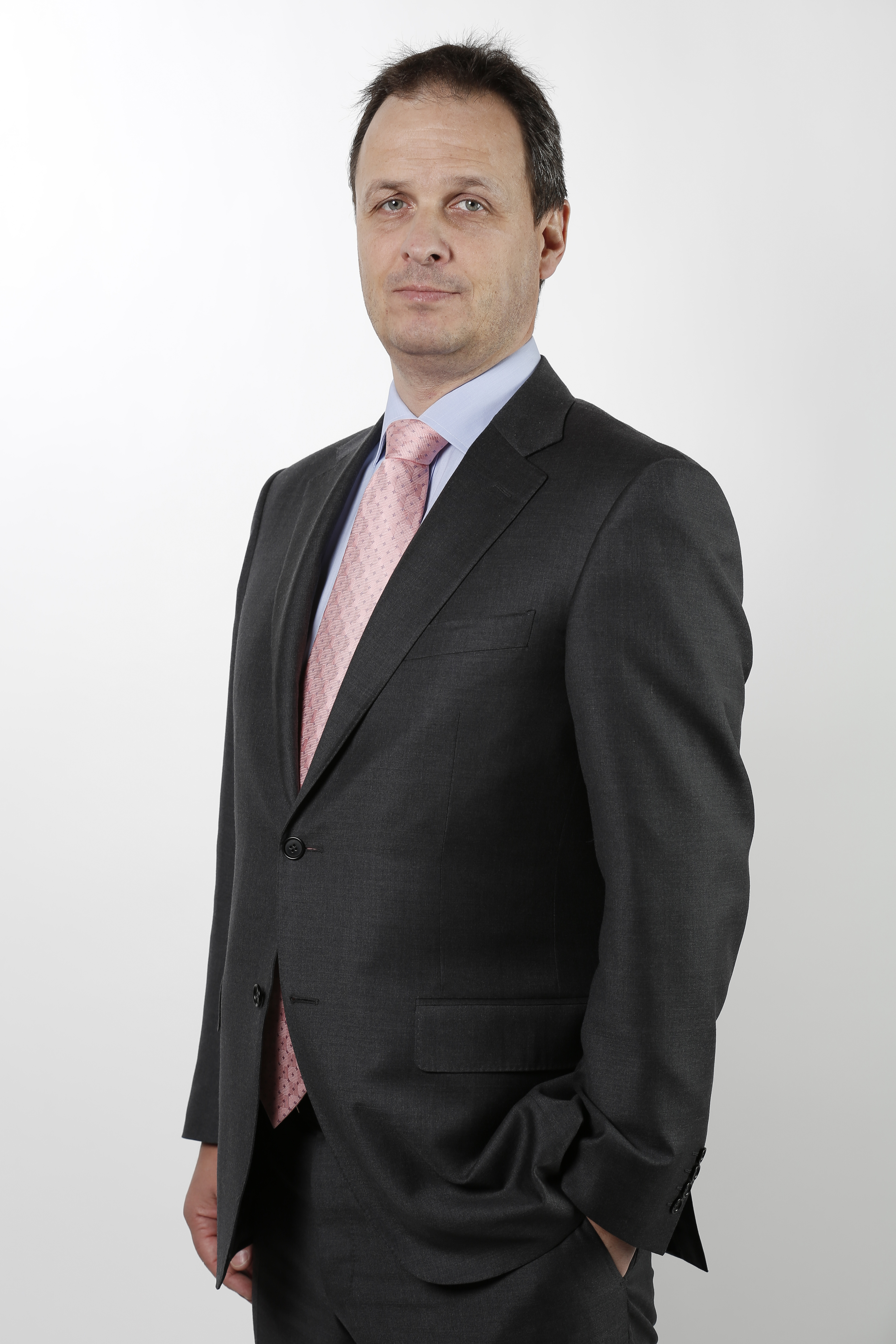
Claudio Zanetti (2015)

Claudio Zanetti (* 16. Juni 1967 in Bülach; heimatberechtigt in Poschiavo und Luzern) ist ein Schweizer Politiker (SVP, ursprünglich Jungliberale und FDP). Er war von 2015 bis 2019 Nationalrat.

## Leben und berufliche Karriere
Zanetti besuchte das Katholische Gymnasium in Zürich und später das Gymnasium im Benediktinerkloster Engelberg, wo er die Matura Typus B erwarb. Danach studierte er Rechtswissenschaft an der Universität Zürich und schloss sein Studium mit dem Lizenziat (lic. iur.) ab. Während dem Studium schrieb Zanetti für die Schweizerische Akademiker- und Studentenzeitung (SSZ).
Nach dem Studium arbeitete Zanetti zuerst als PR-Berater in Zürich bei der Kommunikationsagentur Burson-Marsteller und anschliessend für den Wirtschaftsverband Verein Schweizerischer Maschinen-Industrieller (VSM). 1999 wurde Zanetti Geschäftsführer der SVP des Kantons Zürich und war in dieser Funktion bis 2007 tätig. Danach arbeitete er während wenigen Monaten als Geschäftsleitungsmitglied einer PR-Agentur, seither nach eigenen Angaben «selbständig im Bereich der Kommunikation und Publizistik». Seit 2023 betreibt Zanetti gemeinsam mit dem deutschen Querdenker-Anwalt Ralf Ludwig die PR-Agentur 9G Werkstatt AG.
Der Einstieg in den Journalismus bei der Basler Zeitung als USA-Korrespondent und danach als Bundeshauschef scheiterte 2012. Zanettis journalistische Erfahrung hatte sich auf ein Praktikum bei der Boulevardzeitung Blick beschränkt.
Zanetti ist verheiratet und wohnt in Gossau (ZH). Er ist ein aktiver Twitterer. Seine Aussagen auf Twitter haben ihn wiederholt in die Kritik gebracht. Zanetti gehörte zu den prominentesten Schweizer Unterstützern von Donald Trump in dessen 1. Präsidentschaft von 2017 bis 2021.

## Politische Laufbahn
Die politische Laufbahn von Zanetti begann 1988 bei der Jungliberalen Partei Küsnacht (JLK). Er war ab 1992 während fünf Jahren bei der FDP Küsnacht Mitglied und wechselte 1998 zur Schweizerischen Volkspartei (SVP). Von 2003 bis 2015 sass er im Zürcher Kantonsrat. Bei den  Schweizer Parlamentswahlen im Oktober 2015 wurde er in den Nationalrat gewählt. Dort nahm er Einsitz in der Kommission für Rechtsfragen.  Er ist Mitglied im Kantonalvorstand der SVP Zürich und Mitglied der Gesellschaft Schweiz-Israel. Im Mai 2016 verlor er die Wahl zum Präsidenten der SVP Kanton Zürich gegen Kantonsrat Konrad Langhart. Bei den Nationalratswahlen 2019 wurde Zanetti nicht wiedergewählt.
Zanetti weicht bei einigen Standpunkten von der SVP-Linie ab. So befürwortet er die Legalisierung von Cannabis wie auch die Öffnung der Ehe für gleichgeschlechtliche Paare. Diese Standpunkte begründen sich aus seiner Sicht aus einer libertären Haltung.
Im Einklang mit vielen SVP-Politikern bestreitet er den menschengemachten Klimawandel. Die «Klimatheorie» nennt er eine Lüge, die von Linken entwickelt worden sei, «um das Leben der Menschen zu kontrollieren». Dies halte er für «eine Form des Terrors». In der WOZ wird Zanetti als der «wohl lauteste SVP-Klimaleugner» bezeichnet. Die COVID-19-Pandemie bezeichnete Zanetti als «Lügengebäude». Er ist bei verschiedenen Organisationen aktiv, die sich gegen Corona-Schutzmassnahmen einsetzen, unter anderem für den Verein «gesund und frei» und – gemeinsam mit dem AfD-Politiker Lars Hünich – für das Zentrum zur Aufarbeitung, Aufklärung, juristischen Verfolgung und Verhinderung von Verbrechen gegen die Menschheit aufgrund der Corona-Massnahmen (ZAAVV).
Anfang 2024 wurde bekannt, dass Zanetti zum Umfeld von Hans-Georg Maaßen, dem ehemaligen Präsidenten des deutschen Bundesverfassungsschutzes, gehört. Er ist Stiftungsrat in dessen Atlantis-Stiftung mit Sitz in Zug.